# Panteleimon (Sklavos)
Panteleimon (světským jménem: Georgios Sklavos; * 24. srpna 1936, Soluň) je řecký duchovní Konstantinopolského patriarchátu a titulární metropolita vrioulský.

## Život
Narodil se 24. srpna 1936 v Soluni.
Navštěvoval Teologickou školu Chalki a 17. listopadu 1957 jej metropolita Princových ostrovů Dorotheos (Georgiadis) rukopoložil na diákona. Dne 6. července 1961 byl metropolitou soluňským Panteleimon (Papageorgiou) rukopoložil na kněze. Stal se duchovním chrámu svatého Eleutheria v Soluni.
Roku 1964 byl převeden do archiepiskopie Austrálie, kde se stal duchovním v Adelaide. Od roku 1979 sloužil v Sydney.
Dne 8. prosince 1970 jej Svatý synod Konstantinopolského patriarchátu zvolil biskupem theoupoliským a vikářem australské archiepiskopie. Dne 1. ledna 1971 proběhla jeho biskupská chirotonie. Světiteli byli arcibiskup australský Iezekiil (Tsoukalas), biskup larisský Gibran (Ramlaoui) (Pravoslavný patriarchát antiochijský) a biskup zenopolský Aristarchos (Mavrakis).
Roku 1984 byl Svatým synodem penzionován a odešel do Soluně. Zde vyučoval na teologickým školách.
Dne 9. ledna 2018 byl Svatým synodem jmenován titulárním metropolitou vrioulským.